# Pterichis weberbaueriana
Pterichis weberbaueriana är en orkidéart som beskrevs av Friedrich Fritz Wilhelm Ludwig Kraenzlin. Pterichis weberbaueriana ingår i släktet Pterichis och familjen orkidéer.
Artens utbredningsområde är Peru. Inga underarter finns listade i Catalogue of Life.